# Cristo in casa di Marta e Maria (Velázquez)
Cristo in casa di Marta e Maria è un dipinto a olio su tela (60x103,5 cm) realizzato nel 1620 circa dal pittore Diego Velázquez. È conservato nella National Gallery di Londra.

## Descrizione
Questo dipinto fa parte del periodo sivigliano (è datato 1620) e, come la maggior parte della produzione di questo periodo, è un bodegón, questa volta però con soggetti biblici (cfr. Luca 10).
In primo piano, una giovane (Marta) è intenta a pestare aglio nel mortaio (gli ingredienti sul tavolo, rappresentati con l'estrema accuratezza tipica di Velázquez, fanno pensare che compongano la salsa aioli, una specie di maionese che si accompagna al pesce); alle sue spalle, una donna anziana indica una scena visibile dalla parte opposta del dipinto, vista attraverso una finestra oppure attraverso uno specchio. In questa scena, Gesù, seduto in una poltrona e abbigliato con una veste blu, è in atteggiamento didattico verso un'altra ragazza (Maria); con loro è presente la stessa donna anziana, che sembra voler interrompere il Maestro.
Da sempre c'è un dibattito sull'interpretazione di questo quadro: se la donna in cucina fosse effettivamente Marta, tutto il dipinto verrebbe a trovarsi ambientato al tempo di Gesù, ma se invece – come sostengono alcuni – ella fosse invece una domestica spagnola, la scena rappresentata a destra potrebbe essere semplicemente un dipinto appeso. In ogni caso si nota già qui il gioco di rimandi, di “dipinto nel dipinto”, che verrà ad essere più evidente nell'opera Las Meninas.
Di questo quadro esiste anche un'altra versione.